# The OA
The OA és una sèrie estatunidenca de genère dramàtic i misteriós, tot i que també conté aspectes propis de la ciència-ficció i la fantasia creada i produïda per Brit Marling i Zal Barmanglij. Va ser estrenada per Netflix el 16 de desembre de 2016, amb una primera temporada formada per vuit capítols, produïts per Plan B Entretainment.
La protagonista Prairie Johnson, interpretada per la mateixa Brit Marling, reapareix després d'haver estat desapareguda durant set anys. Quan torna al seu poble, la ceguesa que l'havia afectat anteriorment desapareix i ara la jove es fa dir “OA”.
Després d'una bona rebuda pels crítics, el 8 de febrer de 2017, Netflix va renovar la sèrie per a una segona temporada de vuit capítols nous.

## Argument
La sèrie gira entorn la jove Prairie Johnson, de procedència russa i adoptada quan era petita per una parella estatunidenca. Prairie desapareix durant set anys i retorna al seu poble en unes condicions misterioses: té unes estranyes cicatrius a l'esquena, ha recuperat la visió perduda abans de ser adoptada i es fa dir “OA”. Prairie, però, es nega a parlar amb els seus pares i els agents del FBI sobre on ha estat durant tots aquests anys i com va recuperar la vista.
Prairie té un objectiu: salvar les persones amb les quals va estar durant la seva desaparició. Per a fer això recluta a cinc marginats socials als quals explica la seva vida anterior i els demana ajuda per a obrir un portal a una altra dimensió on podrà salvar als seus amics.

## Producció
La sèrie va ser concebuda per Brit Marling i Zal Batmanglij i van començar a treballar en el concepte el desembre de 2012. Van passar dos anys treballant a The OA pel seu compte, abans de llançar als estudis. Des de les primeres etapes del desenvolupament, van estar explicant la història en veu alta i observant les reaccions dels altres a la història per refinar-la en conseqüència. Els va costar resumir la sèrie en una història escrita, així que la van desenvolupar auditivament. Quan els executius van llegir el guió de la primera hora, van preguntar si la història "de debò va anar a algun lloc". Marling i Batmanglij van començar a explicar la història de principi a fi, interpretant tots els personatges i representant els grans moments durant moltes hores. Van treballar amb el Plan B Entertainment de Brad Pitt, que es va connectar amb la història i va compartir notes abans d'anar a xarxes i estudis. Després d'una guerra d'ofertes a múltiples xarxes, la sèrie es va anunciar per primera vegada el 5 de març de 2015, quan Netflix va demanar vuit episodis d'una hora de durada amb el Pla B i el contingut anònim també a bord. L'anunci va revelar que Marling protagonitzaria, Batmanglij dirigiria i tots dos escriuririen i productors executius. Marling i Batmanglij van ocupar posicions similars en les seves dues col·laboracions anteriors, Sound of My Voice i The East.
Rostam Batmanglij, germà de Zal, va treballar com un dels compositors de la sèrie, i també va escriure el seu tema musical.Anteriorment, va compondre tant per Sound of My Voice com per a The East. El coreògraf Ryan Heffington va crear The Movements, que s'inspiren en la dansa interpretativa. Heffington va treballar per primera vegada professionalment amb ells a The East, i havia estat un conegut d'ambdós des d'abans.
El capítol final de la part I inclou una dedicatòria a Allison Wilke. Wilke, també conegut professionalment com A.W. Gryphon, va ser un productor de la sèrie que va morir de càncer de mama tres dies després d'acabar la sèrie i un mes abans de la seva estrena.

## Personatges principals
Personatges principals de la sèrie.
- Brit Marling com Prairie Johnson / the OA / Nina Azarova / "Brit"
- Emory Cohen com Homer Roberts[12]
- Scott Wilson com Abel Johnson, pare adoptiu de Prairie
- Phyllis Smith com Betty "BBA" Broderick-Allen[13]
- Alice Krige com Nancy Johnson, mare adoptiva de Prairie
- Patrick Gibson com Steve Winchell / "Patrick Gibson"[14]
- Brendan Meyer com Jesse Mills
- Brandon Perea com Alfonso "French" Sosa
- Ian Alexander com Buck/Michelle Vu[15]
- Jason Isaacs com Hunter Aloysius "Hap" Percy / Dr. Percy / "Jason Isaacs"[16]
- Kingsley Ben-Adir com Karim Washington
- Will Brill com Scott Brown
- Sharon Van Etten com Rachel DeGrasso[17]
- Paz Vega com Renata Duarte
- Chloe Levine com Angie